# Pieczarka okazała

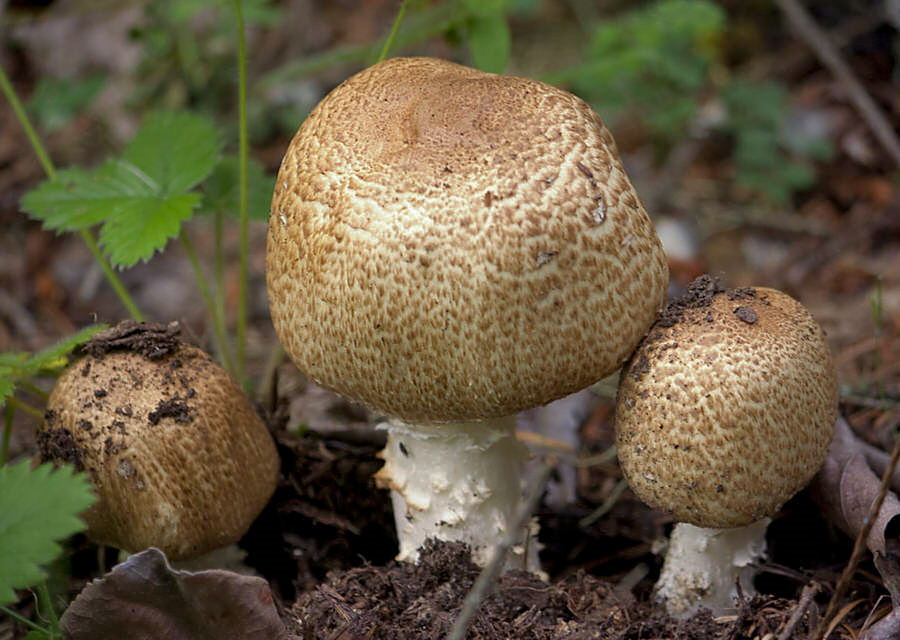

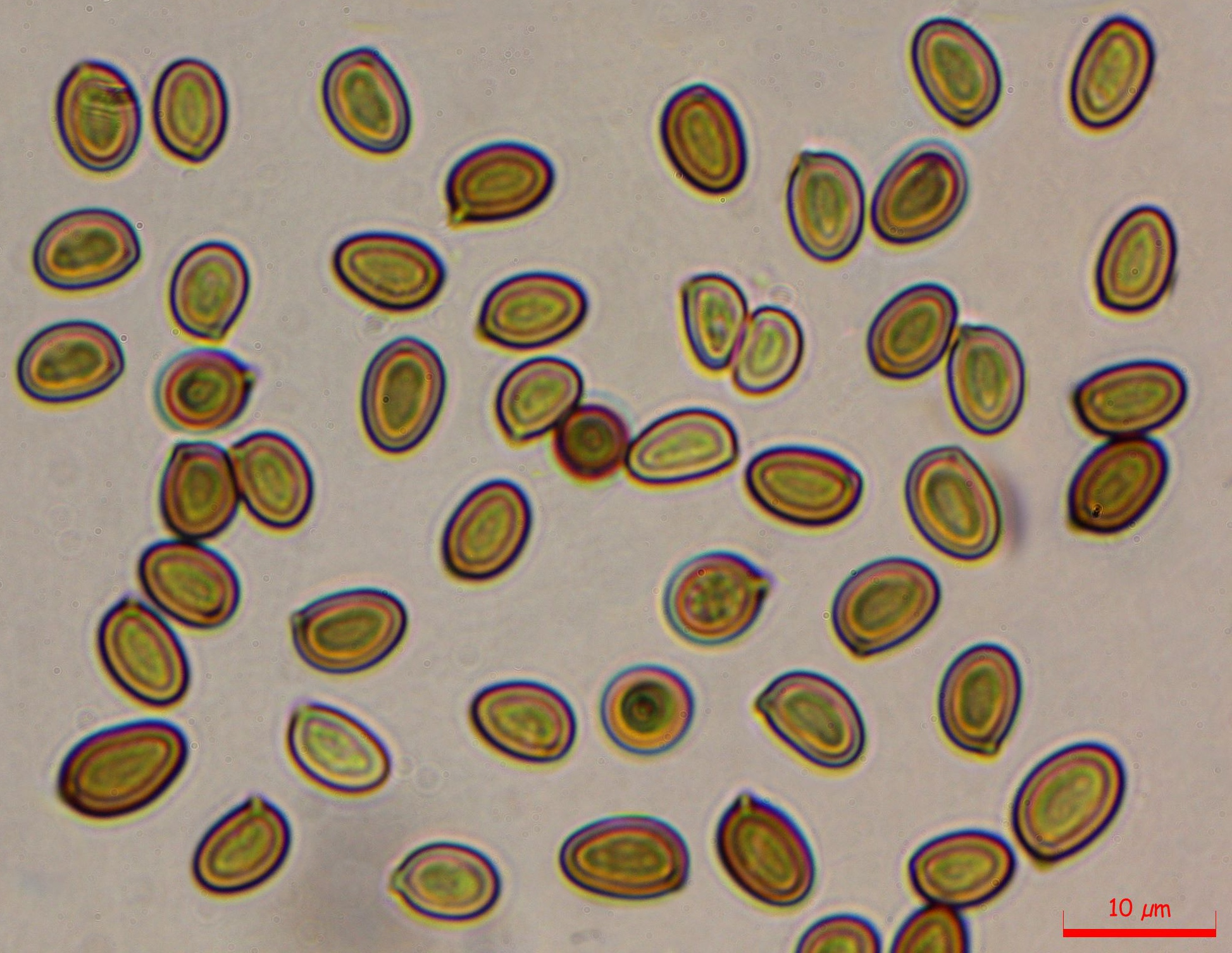
Zarodniki

Pieczarka okazała (Agaricus augustus Fr.) – gatunek grzybów należący do rodziny pieczarkowatych (Agaricaceae).

## Systematyka i nazewnictwo
Pozycja w klasyfikacji według Index Fungorum: Agaricaceae, Agaricales, Agaricomycetidae, Agaricomycetes, Agaricomycotina, Basidiomycota, Fungi.
Synonimy naukowe:

- Agaricus augustus var. albus M.M. Moser, in Gams, Kl. Krypt.-Fl.
- Agaricus augustus Fr. (1838) var. augustus
- Agaricus augustus var. perrarus (Schulzer) Bon & Cappelli
- Agaricus peronatus Massee
- Agaricus perrarus Schulzer
- Fungus augustus (Fr.) Kuntze
- Fungus peronatus Kuntze
- Pratella augusta (Fr.) Gillet
- Psalliota augusta (Fr.) Quél.
- Psalliota peronata Massee
- Psalliota perrara (Schulzer) Bres.[2]

Polską nazwę podali Barbara Gumińska i Władysław Wojewoda w 1983 r. W polskim piśmiennictwie mykologicznym gatunek ten ma też inne nazwy: pieczarka osobliwa, pieczarka olbrzymia.

## Morfologia
Kapelusz
Średnica 10–25, początkowo niemal kulisty, potem kolejno jajowaty, półkulisty, płaskołukowaty, na koniec rozpostarty. Powierzchnia jasnoochrowa pokryta przylegającymi łuseczkami o barwie od rdzawobrązowej do czerwonobrązowej.
Blaszki
Gęste, początkowo białawe, potem różowołososiowe, na koniec czekoladowobrązowe. Ostrza jaśniejsze.
Trzon
Wysokość 10–20 cm, grubość 2–3 cm, cylindryczny, u nasady z bulwą, zwykle ukrytą w ziemi, twardy, wyłamujący się, początkowo pełny, potem pusty. Powierzchnia o barwie od białej do ochrowożółtej, po uciśnięciu żółtobrązowa. Pierścień duży, obwisły, na górnej stronie białawożółtawy, na dolnej żółtawordzawy i kosmkowaty.
Miąższ
Gruby, miękki, początkowo białawy, potem żółtawordzawy, o przyjemnym, zapachu anyżowym lub migdałowym.
Cechy mikroskopowe
Bazydiospory ciemnobrązowe do czarnych, elipsoidalne, 5,6–9 × 3,7–6,5 μm, Q = 1,47 ± 0,13, nieco grubościenne. Cheilocystydy liczne, maczugowate, 17,5 × 5 μm. Skórka kapelusza zbudowana z grup strzępek wyłaniających się na zewnątrz i tworzących łuski. Okazy występujące w Ameryce mają zarodniki bez pory rostkowej, podczas gdy okazy europejskie mają wyraźne pory rostkowe.
Gatunki podobne
Pieczarka krwawiąca (Agaricus langei) odróżnia się długim trzonem z czerwonoczerwonym miąższem i niewyraźnym zapachem.

## Występowanie i siedlisko
Występuje w Ameryce Północnej, Europie i Azji (tutaj podano stanowiska tylko w Japonii). Na terenie Polski w piśmiennictwie naukowym podano liczne stanowiska tego gatunku.
Naziemny grzyb saprotroficzny. Rośnie w lasach i ich obrzeżach, na glebach piaszczystych i wapiennych. Owocniki wytwarza od sierpnia (czasami od lipca) do października.
Grzyb jadalny.